# Přirozený porod
Přirozený porod je porod, který probíhá fyziologicky, tedy samovolně a bez vnějších zásahů. Důraz je kladen na respektování přání rodící ženy, která se rozhoduje kde a jak porodit. Na průběh porodu dohlíží porodní asistentka, která s ohledem na nejnovější výzkumy v oboru porodnictví vyhodnocuje případné komplikace. Podle statistik Světové zdravotnické organizace je schopno přirozeně (tedy bez rutinních zásahů) porodit 70 až 80 procent těhotných žen.
Porodnice v Pithiviers ve Francii pod vedením francouzského porodníka a chirurga Michela Odenta dosahovala ročně pouze 6-7% císařských řezů. Výjimečně zde docházelo k použití vakuum extraktoru, nikdy se nepoužívaly kleště. Nástřih hráze probíhal u 7% porodů. Porodní asistentka Ina May Gaskin, která působila jako porodní asistentka v soběstačné komunitě Farma uvádí, že při její praxi bylo až u 188. porodu nutné přistoupit k císařskému řezu. Ať už jsou statistiky jakékoliv, je zjevné, že porod je ve své podstatě přirozený proces. Rod Homo, tedy člověk je na světě cca 2,8 milionů let. Pokud by ženy neuměly rodit a děti neuměly přicházet na svět, těžko bychom přežili do dnešní doby. Velmi však záleží na tom, jak k porodu přistupuje sama žena a jak k ní během porodu přistupují ti, co jsou nablízku.
Při přirozeném porodu:
- je ženě umožněn volný pohyb během I. i II. doby porodní
- žena sama zvolí polohu ve vypuzovací fázi porodu
- rodičce obvykle aktivně pomáhá její partner
- se neprovádí holení rodidel
- se rutinně neprovádí klystýr
- se nástřih hráze (epiziotomie) neprovádí rutinně
- se rutinně nepoužívají prostředky k urychlení porodu
- se nepoužívá epidurální analgezie
- v případě zvýšeně vnímané bolesti se namísto léků užívají přirozené metody tišení bolesti (masáže, tlak na pánev, nahřívání nebo chlazení bolestivých partií, sprcha, vana, změny polohy, psychická podpora) nebo přírodní prostředky
- je ihned po porodu dítě dáno k matce kvůli zajištění důležitého prvního kontaktu
- dítě je po porodu trvale ponecháno u matky a nezbytná ošetření jsou pokud možno provedena, když je miminko na jejím břiše.

„Obecně lze stupeň rizika na počátku I. doby porodní považovat za nízký u 70 až 80 % těhotných žen.“ Čtyři ženy z pěti tedy k porození svého dítěte nepotřebují asistenci a zásahy lékařů, ale pouze vhodné podmínky. Za tři základní je považován pocit bezpečí, klid a trpělivost.

## Respekt k porodnímu procesu
Má-li žena porodit bez lékařských zásahů, je nezbytné respektovat tzv. přirozené porodní mechanizmy. Prožívá-li žena svůj porod v prostředí, které je jí příjemné, vyprodukuje její tělo dostatečné množství hormonů potřebných pro spontánní porodní činnost. Aby hormony mohly být vyprodukovány přirozenou cestou, musí během porodu pracovat podkorová centra mozku, zatímco mozková kůra se dostává do stavu jakéhosi útlumu vůči okolnímu prostředí a rodící žena se ocitá v „posunutém“ stavu vědomí.
Přirozený porod bývá narušen, nejsou-li respektovány základní potřeby rodící ženy: nerušený klid, teplo, intimita a pocit bezpečí. To může mít za následek, že se porod zpomalí nebo zcela zastaví.
Nepostupující porod je často vyhodnocen jako „komplikace“ a ke slovu přichází medikace. Jakmile žena ztratí důvěru v porodní proces, nemohou pro ni optimálně pracovat všechny biochemické mechanismy.

## Role psychiky
V porodním procesu se psychika ženy stává biologicko-chemickou potřebou pro jeho zdárný průběh. Mozek rodící ženy udává pokyny k vyplavování hormonů oxytocinu a endorfinu, které porodní proces spouštějí a podporují, a vedou tak k jeho plynulosti. Naopak při pocitu ohrožení (ať už reálného, nebo jen představovaného), nebo pocitu ponížení, dochází k vyplavování stresových hormonů (katecholaminů). Ty porodní proces, zvlášť v I. době porodní, zpomalují či zastavují.
Své představy porodu může žena sdělit prostřednictvím porodního přání Archivováno 25. 4. 2017 na Wayback Machine.. Uznávaný francouzský porodník Michel Odent (nar. 1930), který se proslavil aktivní podporou přirozeného porodu, potvrzuje, že ticho je základní potřebou rodící ženy. Další základní potřebou je soukromí, neboť porod je intimní záležitost, která se chemickými procesy i psychologickou stránkou v mnohém velmi podobá pohlavnímu styku. Tato paralela není náhodná – hormon oxytocin, který je klíčový pro porodní proces, se uvolňuje i při orgasmu. Podmínky k potřebnému „uvolnění“ jsou individuální.
Pocit bezpečí rodící ženě navozuje zdravotnický personál, který vytváří atmosféru důvěry Archivováno 24. 4. 2017 na Wayback Machine.. Je ideální, pokud o ženy při porodu pečují osoby, ke kterým si vytvořily důvěru již před porodem. Proto je v západních zemích běžná tak zvaná kontinuální porodní péče. Výzkumné studie WHO zjistily, že žena s nízkým rizikem, která rodí své první dítě ve fakultní nemocnici, může být ošetřována až 16 lidmi během 6 hodin porodu, avšak po většinu času je sama. Rutinní postupy, které jsou pro tyto ženy neznámé, přítomnost cizích lidí a osamělost během I. doby porodní způsobují stres, a stres může mít vliv na prodloužení porodu nebo na nastartování procesu, který byl popsán jako „kaskáda intervencí“. Bohužel ani urychlování porodu umělým oxytocinem, ani následné tišení bolesti, ani nástřih hráze, ani další opatření, ke kterým se běžně v nemocnici přistupuje nejsou bez rizika.
Ženy, které přijíždějí do porodnice, aby byly v rukou lékařů, mohou být zklamány, že lékař obvykle přichází až na konci I. doby porodní a současně ženy, které nechtějí rodit doma, ale chtějí respektující přístup k porodním mechanismům, mohou být zaskočeny řadou rutinních postupů zdravotnického zařízení (administrativa, zavedení kanyly, holení, klystýr, častá vyšetření). Ve vyspělých zemích je vějíř možností porodní péče mnohem pestřejší a ženy mají možnost si v široké nabídce vybrat. Například jsou běžnou součástí péče porodní domy, v některých zemích (např. Holandsko, Dánsko, Velká Británie, Německo, Polsko) je součástí běžné zdravotní péče péče porodní asistentky při domácím porodu.

## Intervence do přirozeného porodu
Protože čtyři pětiny žen jsou zdravé a jejich porod normální, mělo by se k porodu přistupovat jako k přirozenému, dokud se neobjeví indikátory k přehodnocení rizika. Převážně ve východních zemích naopak můžeme pozorovat všeobecný sklon k intervencím do průběhu porodu, a to i v případech, které žádný zásah nepotřebují a v míře, kterou vyžadují porody komplikované. To má řadu negativních dopadů, včetně těch, že některé ženy mohou mít snahu se porodnicím vyhnout. Mimo jiné proto, že ženy i jejich děti mohou být zbytečnými zásahy poškozeny (např. kontroverzní přidržení děložního fundu může způsobit rupturu dělohy, vybavování ramének může způsobit poranění brachiálního plexu). Porodnice, kam jsou odesílány patologické porody (komplikované či vysokorizikové), pak může poskytnout ještě lepší péči a pozornost ženám a dětem, které to skutečně potřebují, ve chvíli, kdy většina normálních porodů probíhá bez finančně nákladné péče.